# Поляков, Александр Владимирович
Алекса́ндр Влади́мирович Поляко́в (род. 14 апреля 1966 года) — российский учёный-генетик, специалист в области ДНК-диагностики наследственных заболеваний человека, профессор РАН (2016), член-корреспондент РАН (2019).

## Биография
Родился 14 апреля 1966 года.
В 1989 году — окончил Московский инженерно-физический институт (МИФИ), после чего работал научным сотрудником Всесоюзного научного центра молекулярной диагностики и лечения.
С 1991 года — работает в Медико-генетическом научном центре, где прошёл путь от научного сотрудника до заведующего лабораторией ДНК-диагностики (с 2002 года).
В 1993 году — защитил кандидатскую диссертацию, тема: «Полиморфные маркеры ДНК для ДНК-диагностики миодистрофии Дюшенна», имевшую большое значение для разработки методов ДНК-диагностики в России.
С 1998 года — ведёт лекторскую работу на кафедре генетики медико-биологического факультета РГМУ имени Н. И. Пирогова. Также читает лекции на биологическом факультете МГУ и в РМАНПО.
В 2002 году — защитил докторскую диссертацию, тема: «Стратегия идентификации генетических локусов при гетерогенных менделирующих наследственных заболеваниях».
В 2004 году — присвоено учёное звание профессора.
В январе 2016 года — присвоено почётное учёное звание профессора РАН.
В 2019 году — избран членом-корреспондентом РАН.

## Научная деятельность
Специалист в области ДНК-диагностики наследственных заболеваний человека.
Ведёт разработку новых методик ДНК-диагностики моногенных наследственных заболеваний, создание тест-систем для диагностики генетических предрасположенностей к мультифакториальным болезням.
Основные научные результаты:
- картированы 4 гена, мутации в которых приводят к наследственным заболеваниям человека;
- установлена молекулярная причина трёх наследственных заболеваний человека;
- разработаны и внедрены в практику протоколы ДНК-диагностики более 300 моногенных заболеваний человека.

Под его руководством защищены 21 кандидатская и 5 докторских диссертаций.
Член редколлегий журналов «Генетика», «Медицинская генетика».